# Paruline flamboyante
Setophaga ruticilla
Espèce
Répartition géographique
- zone de nidification
- zone d'hivernage

Statut de conservation UICN

 LC  : Préoccupation mineure
La Paruline flamboyante (Setophaga ruticilla) est une petite espèce de passereaux appartenant à la famille des Parulidae.

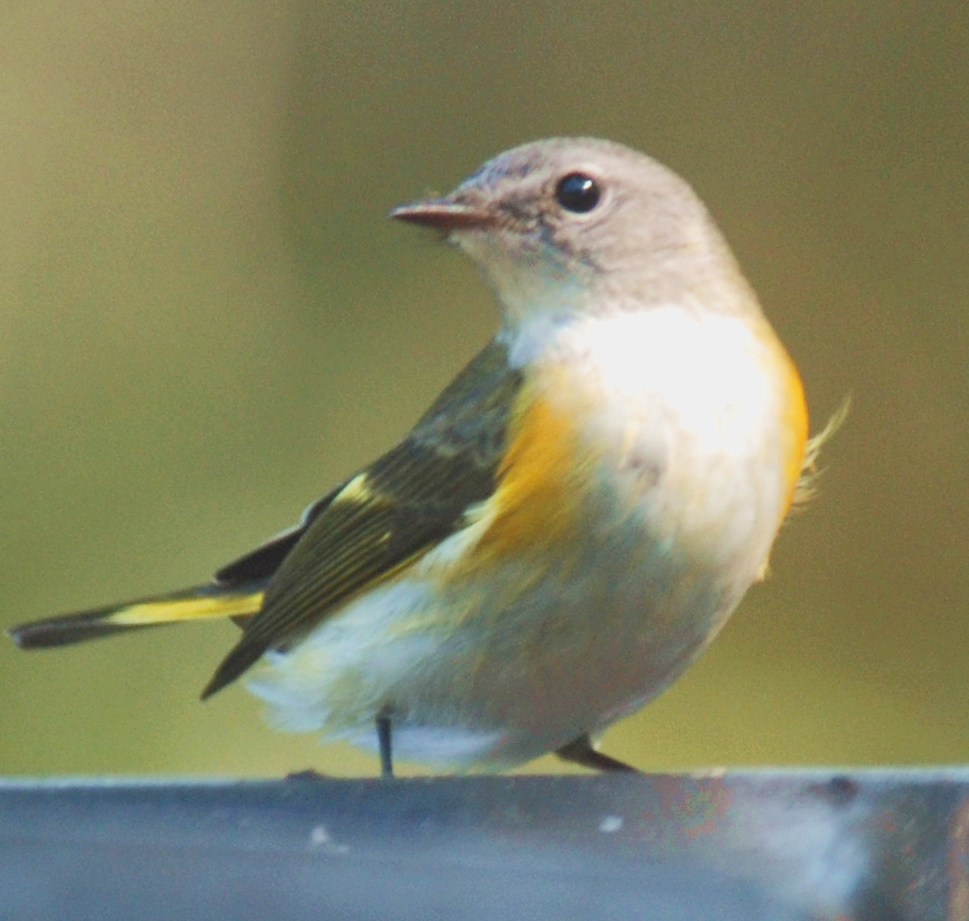
Une femelle.